# خورخي كايتانو روبنز
خورخي كايتانو روبنز هو لاعب كرة قدم برازيلي في مركز الدفاع، ولد في 20 أكتوبر 1940 في البرازيل. شارك مع منتخب البرازيل لكرة القدم. أما مع النوادي، فقد لعب مع نادي بالميراس ونادي ساو باولو ونادي فلومينينسي.

## وصلات خارجية
- خورخي كايتانو روبنز على موقع الاتحاد الدولي (مؤرشف)  (الإنجليزية)
- خورخي كايتانو روبنز على موقع أوليمبيديا (الإنجليزية)